# Ernest George Coker
Ernest George Coker (1869 - 1946) est un mathématicien et ingénieur britannique. Il remporte la médaille Howard N. Potts pour la physique en 1922 et la médaille Rumford pour ses travaux sur la lumière polarisée en 1936. Il est un expert de l'analyse des contraintes et de la photoélasticité . Il contribue à l'Encyclopædia Britannica et à d'autres ouvrages sous les initiales EGC.

## Biographie
Il est né le 26 avril 1869 à Wolverton dans le Buckinghamshire, fils de George Coker, monteur de moteurs, et de sa femme, Sarah Tompkins. Son lieu de naissance est souvent désigné à tort comme Wolverhampton.
Il fait ses études dans une école privée à Stony Stratford. En 1890, il remporte une bourse Whitworth lui permettant d'étudier au Royal College of Science de Londres, puis à la fois à l'Université d'Édimbourg et à Peterhouse, Cambridge où il obtient un tripos en sciences mécaniques en 1896 ,.
Il commence sa carrière comme examinateur adjoint des brevets au Patent Office à Londres. En 1898, il obtient le poste de professeur adjoint de génie civil à l'Université McGill de Montréal. Coker retourne en Grande-Bretagne et, en 1901, il reçoit un DSc de l'Université d'Édimbourg . En 1905, il devient professeur de génie mécanique et de mathématiques appliquées au Finsbury Technical College, puis en 1914 obtient la chaire de génie civil et mécanique à l'University College de Londres.
Il reçoit des doctorats honorifiques de trois universités : Édimbourg, Sydney et Louvain.
En 1903, il est élu Fellow de la Royal Society of Edinburgh et en 1916 Fellow de la Royal Society. En 1921, il reçoit une médaille Telford de l'Institution of Civil Engineers et en 1922, en reconnaissance de ses travaux sur la méthode photo-élastique de mesure du stress, une médaille d'or Howard N. Potts pour la physique par l'Institut Franklin . En 1924, il est conférencier invité du Congrès international des mathématiciens à Toronto .
Il prend sa retraite en 1934 et devient président de la Whitworth Society un an plus tard en 1935. Coker est décédé à The Gables, Wheatfield Road à Ayr le 9 avril 1946.